# Lepthyphantes garganicus
Lepthyphantes garganicus là một loài nhện trong họ Linyphiidae.
Loài này thuộc chi Lepthyphantes. Lepthyphantes garganicus được Lodovico di Caporiacco miêu tả năm 1951.